# Ильза, волчица СС
«Ильза, волчица СС» (Ilsa, She Wolf of the SS) — художественный фильм 1975 года, первый из серии Nazi exploitation (эротические фантазии на фоне нацистской Германии), про Ильзу (Эльзу) с Дайан Торн в главной роли.
Прототипом главной героини послужила Ильза Кох, прославившаяся своей жестокостью в концентрационных лагерях.

## Сюжет
По сюжету фильма Ильза проводит садистские научные эксперименты, призванные продемонстрировать, что женщины более способны переносить боль, чем мужчины, и поэтому из них выйдут лучшие солдаты. Ильза также изображается как женщина с ненасытным сексуальным аппетитом. Каждую ночь она выбирает одного из мужчин-заключенных и принуждает их к сексуальной связи, однако в связи с её ненасытным голодом она разочаровывается, когда её текущая жертва в конце концов эякулирует, и быстро отдаёт его кастрировать и предать смерти. Только американскому военнопленному, который может удерживать эякуляцию, удается использовать её слабости в свою пользу.

## Рецензии
Фильм получил исключительно негативные отзывы. На сайте Rotten Tomatoes у него «гнилой» рейтинг в 36 % на основе 11 рецензий. Режиссёр Дон Эдмондс описал сценарий как «худший кусок дерьма, который я когда-либо читал».

## Продолжения
У фильма было несколько продолжений: «Ильза – хранительница гарема нефтяного шейха» (1976), «Ильза — свирепая тюремщица» (1977), «Ильза, тигрица из Сибири» (1977).